# Christopher Meyer
Pour les articles homonymes, voir Meyer.
Ne doit pas être confondu avec Christoph Meyer.
Christopher Meyer, né le 16 octobre 1996, est un acteur américain. Il est notamment connu pour ses rôles dans les séries télévisées Hôpital central (2012), Wayward Pines (2016), The Fosters (2017), The Affair (2018).  

## Filmographie

### Cinéma
- 2016 : Kicks : Rico
- 2016 : Wolves : Hakim
- 2020 : All Day and a Night : Lamark

### Télévision
- 2012 : Hôpital central : TJ Ashford (15 épisodes)
- 2013 : Odd Kidds Out : Krys
- 2014 : Perception : Kenny Rivers
- 2015–2017 : NCIS : Nouvelle-Orléans :  Danny Malloy (6 épisodes)
- 2015 : iZombie : Jerome (2 épisodes)
- 2015 : The Soul Man : Malcolm
- 2015 : Code Black : James
- 2016 : Grimm : Roger Voorhees
- 2016 : Wayward Pines : Mario (9 épisodes)
- 2017 : Marlon : Eugene
- 2017–2018 : The Fosters : (12 épisodes)
- 2018 : The Rookie: le flic de Los Angeles : Malcolm
- 2018–2019 : The Affair : Anton Gatewood (9 épisodes)
- 2019 : Dingue de toi : Lucas Cooper (2 épisodes)
- 2019–2020 : Tell Me a Story : Derek Garland (8 épisodes)
- 2020 : God Friended Me : Zian
- 2020 : Grey's Anatomy : CJ Madison
- 2021 : The Sex Lives of College Girls : Canaan (3 épisodes)[3]
- À venir : Maverick (téléfilm) : Chase